# Lo Calbo
Lo Calbo és una muntanya de 2.291 metres d'altitud situada en el punt de trobada dels termes municipals de la Guingueta d'Àneu i de Vall de Cardós, a la comarca del Pallars Sobirà. Abans, però, era el lloc on es trobaven els termes d'Unarre, Jou i Estaon.
Es troba a l'extrem meridional de la Serra de Cerdanyís, al nord-oest del Pui de la Missa i a llevant del Cap de l'Escobedo.
Al cim podem trobar-hi un vèrtex geodèsic (referència 265068001). És dins dels límits del Parc Natural de l'Alt Pirineu.
Aquest cim està inclòs al llistat dels 100 cims de la FEEC amb el nom de Montcaubo (lo Calbo).